# Trata de personas en América del Sur
La trata de personas, el comercio de personas o el tráfico de personas es el reclutamiento, ocultamiento, transporte, proveimiento u obtención de una persona principalmente para propósitos de trabajos forzados o prostitución. Sin embargo, otras razones para la trata de personas son la extracción de órganos, matrimonios forzados, y otros abusos. América del Sur es uno de los sitios de origen y destino más grandes del mundo y ha combatido con este problema desde hace muchos años. La Organización Internacional del Trabajo OIT estima que de las 20.9 millones de víctimas de trata de personas en el 2012, 1.8 millones eran de Latinoamérica. Hay muchos factores que fomentan la trata de personas, como una alta demanda en el servicio doméstico, de trabajadores sexuales o en fábricas, la existencia de redes ya establecidas de trata de personas que a menudo se aprovechan de las mujeres jóvenes y niños, corrupción en los gobiernos y en las agencias locales donde se aplican las leyes, un desinterés gubernamental en el problema y la falta de oportunidades para las personas en las regiones de América del Sur donde ocurre la trata de personas. La gente que es típicamente explotada incluye a personas empobrecidas, miembros de comunidades indìgenas, desempleados, víctimas de alguna clase de abuso, analfabetos, consumidores de drogas, sin hogar y/o asociados a actividades delictivas. Investigaciones hechas por el Departamento de Estado de los Estados Unidos han afirmado que existe vulnerabilidad para las personas transgénero y LGBTQ+ de encontrarse atrapadas en el comercio de personas. Por mucho, el tráfico sexual es el tipo principal de trata de personas, siendo el 79% del total. Es luego seguido por los trabajos forzados, 18%. Cerca del 20% de las víctimas son niños. Los destinos principales de la trata de personas son los Estados Unidos, España, Gran Bretaña, Italia, los Países Bajos, Portugal, y Canadá. La globalización, el capitalismo y las actitudes sociales facilitan y reducen las barreras para la trata de personas actualmente en el mundo.

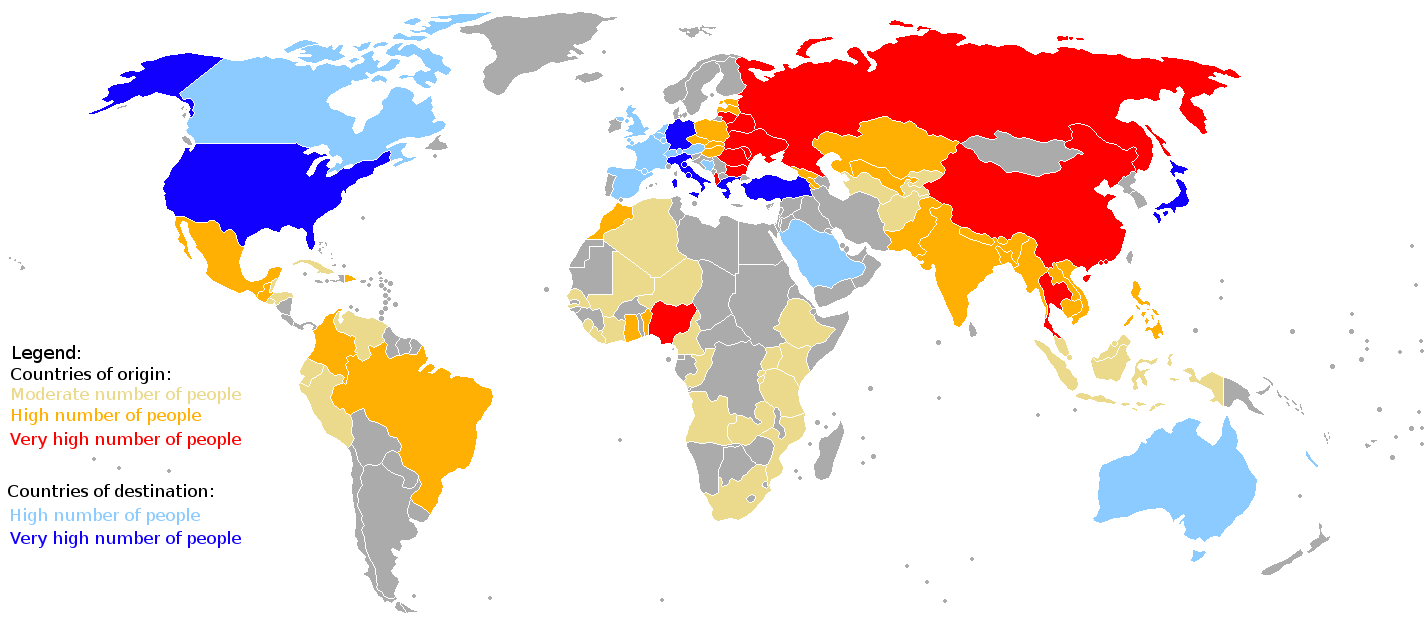
Trata de mujeres, niños y hombres, mapa de orígenes y destinos, 2011

## Historia de la trata de personas en la región
El uso comercial de seres humanos dentro de América Latina y América del Sur se ha reconocido desde 1928 por la Liga de Naciones. El uso comercial de seres humanos consta mayoritariamente de mujeres y niños. En el año 2000, la trata de personas fue foco de mucha atención debido a la Ley de Protección de las víctimas de la Trata y la Violencia (Trafficking Victims Protection Act) aprobada por los Estados Unidos. Mientras esta ley es una política estadounidense, también se constituye en un esfuerzo para detener el comercio de personas de sus vecinos del sur. Actualmente, Latinoamérica es la tercera fuente más grande de personas traficadas. Hay varias teorías sobre por qué América Central en particular, ha visto un incremento de casos de tráfico de personas. Una teoría es que debido a la convulsión y confusión política que ocurrió después de la expulsión de los españoles de América, los crímenes como la servidumbre forzada y la explotación sexual aumentaron sin ser controlados. Allí yace la normalización de la explotación humana que quedó detrás del colonialismo. La aceptación de la explotación humana se deriva de prácticas de marginación como el racismo. El crecimiento de las condiciones que permitieron la trata de personas en América Latina se remonta a la llegada de los primeros conquistadores en el siglo XV.
Desde el siglo XV ha existido un continuo patrón de explotación y extracción tanto de la tierra como de las personas que habitan la región. Primero con los colonizadores españoles, luego las dictaduras con que fueron reemplazados, y recientemente junto con las dictaduras está el neoliberalismo. Con el neoliberalismo llegaron las compañías extranjeras pagando a los trabajadores sueldos cercanos a la nada mientras continúan sobrecargándolos de trabajo. Debido a guerras civiles pasadas, carencia de control de parte de los gobiernos, y casos de pasadas vulneraciones contra los derechos humanos, los latinoamericanos y sudamericanos se han vuelto extremadamente desconfiados de sus actuales gobiernos. Esta situación es ideal para que los traficantes se dediquen al comercio de personas.

## Tipos de trata de personas

### Tráfico sexual
El tráfico sexual es la práctica de secuestrar personas, típicamente niños y mujeres jóvenes, para ser forzados a la práctica de la prostitución y esclavitud sexual. El tráfico sexual es la forma más común de tráfico humano. Según un informe de la Oficina de las Naciones Unidas contra la Droga y el Delito ONUDD, 79% de la trata de personas es para tráfico sexual. Típicamente, personas con historias de agresión sexual o violencia sexual y gente que vive en la pobreza son elegidos como objetivos y luego secuestrados. Según oficiales del Departamento de Estado, se estima que decenas de miles de mujeres latinoamericanas son traficadas cada año, internacionalmente. Un gran número de estas víctimas proviene de Colombia o la República Dominicana. Según un informe hecho por las Naciones Unidas en 2016, múltiples bandas, familias criminales, y organizaciones del narcotráfico hacen negocio con la trata de personas que podrían implicar 48,500 víctimas. Estas mujeres y a menudo niños son traficados para la prostitución, pero también pueden ser forzados para trabajar en pornografía. Argentina y Brasil son países de destino muy común para mujeres de los Andes y algunos sitios del Caribe, como la República Dominicana y Panamá son países de destino para mujeres de Colombia y América Central quienes son forzadas a trabajar en el comercio sexual. Es un fenómeno común a lo largo de las fronteras de  América Central y América del Sur. La frontera de México-Guatemala es especialmente popular debido a los inmigrantes indocumentados que van en camino a los Estados Unidos, que suelen ser forzados a la prostitución.

### Trabajos forzados

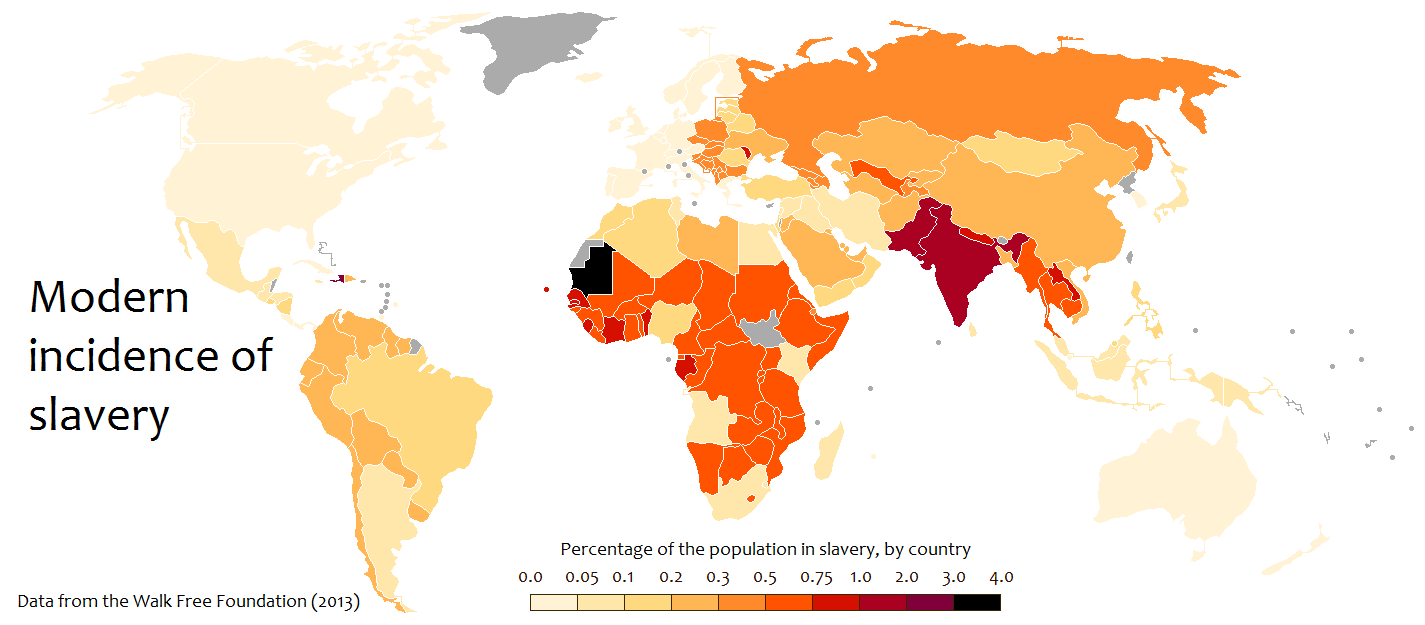
Incidencia moderna de la esclavitud, 2013

El trabajo esclavo contemporáneo es la práctica de intimidar a una persona para realizar tipos de trabajos a través de la intimidación o violencia.☃☃ La Organización Internacional del Trabajo OIT informó que en 2012, aproximadamente 1.8 millones de personas el Latinoamérica eraobligadaseal n trabaos forzaos. Estos números incluían víctimas de tráfico de personas, que se aproximan burdamente al 3.1% de la población de la región, aunque no cuenta a las víctimas del tráfico de personas que son enviadas fuera de Latinoamérica. Típicamente, los hombres son abordados por gente que busca trabajadores en áreas urbanas donde la pobreza y el desempleo son comunes. Reportes de la ONUDD desde 2014 indican que los hombres representan del 67% al 70% de las víctimas traficadas para trabajos forzados. Les promenten buenos salarios por trabajar y a menudo transportan a los trabajadores a ranchos y minas en áreas remotas. Esta es una práctica común que ocurre en lugares como Perú, Brasil, Bolivia, y Paraguay donde las personas son forzadas a trabajar en ranchos de ganado, aserraderos, minas de carbón y plantaciones donde se producen soya, algodón y maíz. Al llegar a su destino, se les dice que están ahora en deuda, por tanto forzados a trabajar para pagar dicha deuda. Se les dice que los costos de transporte serán descontados de sus salarios. En otras ocasiones, a los trabajadores no se los lleva al sitio de trabajo, sino a un punto de entrega, donde a veces esperan por días o semanas a que los empleadores vengan a recogerlos. La comida, el alojamiento y el transporte son descontados de su salario, y son retenidos hasta que pagan su deuda. La gente indígena de Latinoamérica es altamente susceptible a ser secuestrada para trabajos forzados. Típicamente, viven en la pobreza, son discriminados y tienen bajos índices de alfabetización en su contra, así que no tiene una verdadera forma de protestar eficazmente. Se estima que aproximadamente cada año 1.5 millones trabajadores estacionales de granjas que son en su mayoría de Latinoamérica y las Islas del Caribe cosechan productos en los Estados Unidos. Ha habido una cantidad creciente de abusos en los trabajos forzados debido a los bajos salarios, las duras condiciones, falta de protección legal y un incremento en la demanda creciente de mano de obra barata.

### Trata de niños
Típicamente, los niños son traficados en países que tienen grandes atracciones turísticas y centros de turismo sexual. Los niños de la calle y los huérfanos son los más vulnerables a que los traficantes se aprovechen de ellos, aun así  ha habido casos donde los niños traficados viven aún con su familia, y participan en actividades sexuales comercialespara proveer a su familia. Algunos otros factores que hacen a un niño vulnerable a convertirse en una víctima son la pobreza, asistencia escolar infrecuente, implicación en actividades criminales, adicción al alcohol o a las drogas, abuso físico o sexual. Los niños son típicamente traficados para adopciones ilegales, niños-soldado, esclavitud sexual, o para trabajar para un grupo del crimen organizado. Oficiales de Departamento de Estado de los Estados Unidos estiman que aproximadamente 1 millón de niños trabajan como empleados domésticos en Latinoamérica y que del 70% al 80% de los niños que viajan sin compañía, viajan con contrabandistas. La ONUDD estima que los niños representan el 30% de las víctimas de trata de personas en América.

## Factores estructurales que contribuyen a la trata de personas

### Vínculos con el crimen organizado
Las personas son a menudo traficadas por organizaciones criminales o mafiosas. Típicamente, grupos de delito organizado participan en el comercio sexual y en la trata de personas. En Guatemala, grupos de delito organizado secuestran y transportan mujeres de otros países, a menudo de otros países latinoamericanos, para hacerlas parte de la prostitución y la esclavitud sexual. Según la Bilateral Safety Corridor Coalition, grupos de delito organizado de Rusia, Japón, México, América Central, Ucrania y muchos otros países han sido atrapados intentando traficar personas a través de la frontera EE. UU.-México. El Departamento de Estado de los Estados Unidos declaró que hay evidencia de niños que son forzados a cometer delitos en Ecuador, Chile, y Brasil.

### Capitalismo: Oferta y demanda
La trata de personas es única en el sentido de que el suministro y la demanda son la misma cosa. La alta demanda por personas incentiva la explotación y la deshumanización de seres humanos. En una publicación de SAGA hay una aproximación a los 32 mil millones de dólares que la industria de trata de personas genera anualmente. El suministro y la demanda de humanos traficados se normaliza en las sociedades capitalistas donde los consumidores sienten que es su derecho recibir los servicios por los que pagan. Al dar un valor monetario a las personas, hace que quienes los venden los vean como objetos de su propiedad.
Debido a la oferta y la demanda de seres humanos, el destino final para aquellos traficados se correlaciona con el turismo. Es así como el turismo y la explotación sexual se correlacionan en las ciudades modernas de América del Sur.

### Estigma y actitudes sociales
Los factores adicionales que perpetúan la trata de personas, los trabajos forzados, y la prostitución forzada son los estigmas sociales y las actitudes que una sociedad tiene con relación a los individuos en la industria de la trata de personas. La investigación hecha por Jo Bindman, establece que en general, los trabajadores sexuales afrontan una discriminación significativamente más alta por parte de las fuerzas del orden, las autoridades gubernamentales y la sociedad. Esto presenta un problema relacionado con la trata de personas ya que aquellos que no están dispuestos a ser forzados al trabajo sexual, tienen la desventaja de no recibir ayuda debido a los problemas de estigmas presentes.

### Desigualdad sistémica
Debido a la desigualdad y disparidad que resultan de la  globalización y a la falta de controles, hay ciertos grupos que son más vulnerables que otros de convertirse en víctimas de la trata de personas. Estos grupos incluyen y no se limitan a aquellos individuos que están empobrecidos, tienen falta de oportunidades de trabajo, forman parte de los grupos queer, y/o están inmersos en tradiciones culturales nocivas. Aquellos que están viviendo en la pobreza y la falta de oportunidades de adquirir un trabajo honorable son fácilmente susceptibles al engaño y a las tácticas manipulativas de los traficantes. En su desesperación, pronto se ven inmersos en el sistema de comercio de personas.

### Inmigración ilegal
Algunas personas buscan a los traficantes de personas para ser llevados a otro país, típicamente de forma ilegal. Los países más comunes donde las personas son llevadas son Estados Unidos, Inglaterra, Italia, Canadá, España y los Países Bajos. Estos países han llegado a depender de los trabajadores migrantes que hacen trabajos de agricultura, construcción, manufactura y servicio doméstico pagando salarios bajos. Debido a las preocupaciones por la competencia laboral, seguridad y muchos otros problemas relacionados con acoger grandes cantidades de personas extranjeras, ha causado que muchos de estos países fortalezcan o refuercen la seguridad de sus fronteras. Aunque esto sólo ha causado un aumento en inmigración ilegal. Muchas personas de Guatemala y Belice viajan a través de México para llegar a la frontera de Estados Unidos. Debido al incremento en la seguridad a lo largo de las fronteras, los contrabandistas toman rutas más peligrosas, lo cual hace que el contrabando sea más costoso. Para pagar esto, los contrabandistas forzan a los migrantes a trabajos forzados o a la prostitución.☃☃ Según Zdrojewski, muchas de las mujeres y niños traficados en América Central provienen de Nicaragua, República Dominicana y Guatemala. La mayoría de la inmigración es del sur al norte, a los Estados Unidos.

## Esfuerzos para combatir la trata de personas
La trata de personas está sub-reportada, lo que hace que una cantidad sustancial de información sobre este problema se pierda. Las dos razones detrás de esto es la inadecuada legislación y la falta de testimonios de las víctimas y testigos. La mayoría de los tipos sub-reportados de trata de personas caen en las categorías de: trabajos forzados, servidumbre doméstica, matrimonios forzados, tráfico de órganos y tráfico de niños. En el 2000, el Protocolo de las Naciones Unidas para Prevenir, Reprimir y Sancionar la Trata de Personas, Especialmente Mujeres y Niños, también conocido como Protocolo de Tráfico, complementa a la convención de las Naciones Unidas contra el crimen organizado transnacional, destinado a prevenir y luchar contra la trata de personas facilitando la cooperación internacional. Desde la creación del protocolo más países están implementando leyes para impedir la trata de personas. El tráfico de personas en Latinoamérica no se convirtió en un asunto a solucionar hasta finales del siglo XX y principios del siglo XXI, después de la Ley de Protección de las víctimas de la Trata y la Violencia del año 2000 (Victims of Trafficking and Violence Protection Act of 2000 - TVPA) redactada en EE. UU. y del Protocolo de Tráfico de las Naciones Unidas. La TVPA ha proporcionado fondos para apoyar los esfuerzos locales en contra del tráfico.
Socialmente, hay un aumento de conciencia sobre este problema y la mejor forma de ayudar a las víctimas. Hay programas donde se entrena en el reconocimiento y cuidado de las víctimas de la trata de personas. Sin embargo, a muchos países latinoamericanos se les dificulta el progreso en contra de la trata de personas porque carecen de los recursos y del poder político para reforzar los programas existentes. Mucho de su tiempo y recursos van hacia otros problemas tales como el tráfico de drogas y las pandillas violentas. Muchos países incluso carecen de refugios y de planes de monitoreo después de la liberación de las víctimas.